# Освиго (Илиноис)
Освиго (енгл. Oswego) град је у америчкој савезној држави Илиноис.

## Демографија
По попису из 2010. године број становника је 30.355, што је 17.029 (127,8%) становника више него 2000. године.
| Група             | 2000.          | 2010.          |
| Белци             | 12.079 (90,6%) | 23.700 (78,1%) |
| Афроамериканци    | 239 (1,8%)     | 1.565 (5,2%)   |
| Азијати           | 183 (1,4%)     | 1.042 (3,4%)   |
| Хиспаноамериканци | 665 (5,0%)     | 3.556 (11,7%)  |
| Укупно            | 13.326         | 30.355         |